# 狭叶鹅耳枥
狭叶鹅耳枥（学名：Carpinus fargesiana var. hwai）为桦木科鹅耳枥属下的一个变种。

## 扩展阅读
- 維基物種上的相關：狭叶鹅耳枥